# Dawn of Possession
Dawn of Possession este albumul de debut al formației americane de death metal Immolation. A fost lansat pe 19 iulie 1991, fiind singurul lor album lansat prin intermediul casei de discuri Roadrunner Records. Acesta a fost relansat și remasterizat⁠(d) de Metal Mind Productions sub forma unui digipak în ediție limitată pe 24 aprilie 2006 cu videoclipuri bonus.

## Lista pieselor
- Toate melodiile sunt compuse de Immolation.

| Nr.             | Titlu                                | Lungime |  |
| 1.              | „Into Everlasting Fire”              | 5:10    |  |
| 2.              | „Despondent Souls”                   | 4:13    |  |
| 3.              | „Dawn of Possession”                 | 3:04    |  |
| 4.              | „Those Left Behind”                  | 5:13    |  |
| 5.              | „Internal Decadence”                 | 2:59    |  |
| 6.              | „No Forgiveness (Without Bloodshed)” | 4:11    |  |
| 7.              | „Burial Ground”                      | 3:36    |  |
| 8.              | „After My Prayers”                   | 5:51    |  |
| 9.              | „Fall in Disease”                    | 3:47    |  |
| 10.             | „Immolation”                         | 4:05    |  |
| Lungime totală: | Lungime totală:                      | 42:44   |  |

## Membrii formației
- Ross Dolan - voce, bas
- Robert Vigna - chitară
- Tom Wilkinson - chitară
- Craig Smilowski - baterie

### Producție
- Andreas Marshall - realizator copertă
- Carole Segal - fotografie
- Harris Johns - inginerie, mixare, producător
- Patricia Mooney - regie artistică
- Mark Mastro - logo
- Renato Gallina - copertă (logoul original)